# Abdoulaye Cissoko
Abdoulaye Cissoko (Les Ulis, 27 dicembre 1999) è un calciatore francese, difensore del FC Tulsa.

## Carriera
Cresciuto nel settore giovanile del Les Ulis, ha esordito in prima squadra il 16 maggio 2018, in occasione dell'incontro del Championnat National 3 perso per 5-1 contro il Paris FC 2. Nel 2019 si trasferisce negli Stati Uniti, dove entra a far parte dei San Diego Zest, militanti nell'USL League Two.
Il 9 settembre dello stesso anno viene acquistato dal Tacoma Defiance, società satellite dei Seattle Sounders, che lo gira subito in prestito al San Diego 1904, formazione militante nella NISA. Rientrato alla base, trascorre due stagioni con il Tacoma Defiance e il 21 maggio 2021 firma il suo primo contratto da professionista con i Seattle Sounders. Ha esordito in MLS il 20 giugno successivo, disputando l'incontro vinto per 1-2 contro i LA Galaxy.

## Statistiche

### Presenze e reti nei club
Statistiche aggiornate al 6 ottobre 2023.
| Stagione                | Squadra                 | Campionato              | Campionato | Campionato | Coppe nazionali | Coppe nazionali | Coppe nazionali | Coppe continentali | Coppe continentali | Coppe continentali | Altre coppe | Altre coppe | Altre coppe | Totale | Totale |
| Stagione                | Squadra                 | Comp                    | Pres       | Reti       | Comp            | Pres            | Reti            | Comp               | Pres               | Reti               | Comp        | Pres        | Reti        | Pres   | Reti   |
| ----------------------- | ----------------------- | ----------------------- | ---------- | ---------- | --------------- | --------------- | --------------- | ------------------ | ------------------ | ------------------ | ----------- | ----------- | ----------- | ------ | ------ |
| 2017-2018               | Les Ulis                | N3                      | 1          | 0          |                 | -               | -               |                    | -                  | -                  |             | -           | -           | 1      | 0      |
| 2018-2019               | Les Ulis                | N3                      | 1          | 0          |                 | -               | -               |                    | -                  | -                  |             | -           | -           | 1      | 0      |
| Totale Les Ulis         | Totale Les Ulis         | Totale Les Ulis         | 2          | 0          |                 | -               | -               |                    | -                  | -                  |             | -           | -           | 2      | 0      |
| mag.-set. 2019          | San Diego Zest          | USL2                    | 11         | 0          |                 | -               | -               |                    | -                  | -                  |             | -           | -           | 11     | 0      |
| set.-nov. 2019          | San Diego 1904          | NISA                    | 2          | 0          |                 | -               | -               |                    | -                  | -                  |             | -           | -           | 2      | 0      |
| 2020                    | Tacoma Defiance         | USLC                    | 12         | 1          |                 | -               | -               |                    | -                  | -                  |             | -           | -           | 12     | 1      |
| mag.-set. 2021          | Tacoma Defiance         | USLC                    | 5          | 1          |                 | -               | -               |                    | -                  | -                  |             | -           | -           | 5      | 1      |
| 2022                    | Tacoma Defiance         | MNP                     | 14         | 7          |                 | -               | -               |                    | -                  | -                  |             | -           | -           | 14     | 7      |
| 2023                    | Tacoma Defiance         | MNP                     | 15         | 8          |                 | -               | -               |                    | -                  | -                  |             | -           | -           | 15     | 8      |
| Totale Tacoma Defiance  | Totale Tacoma Defiance  | Totale Tacoma Defiance  | 45         | 17         |                 | -               | -               |                    | -                  | -                  |             | -           | -           | 45     | 17     |
| mag.-dic. 2021          | Seattle Sounders        | MLS                     | 14+1       | 0          |                 | -               | -               |                    | -                  | -                  | LC          | 1           | 0           | 16     | 0      |
| 2022                    | Seattle Sounders        | MLS                     | 10         | 0          | USOC            | 1               | 0               | CCL                | 1                  | 0                  |             | -           | -           | 12     | 0      |
| 2023                    | Seattle Sounders        | MLS                     | 2          | 0          | USOC            | 2               | 0               | LC                 | 0                  | 0                  | Cmc         | 0           | 0           | 4      | 0      |
| Totale Seattle Sounders | Totale Seattle Sounders | Totale Seattle Sounders | 26+1       | 0          |                 | 3               | 0               |                    | 1                  | 0                  |             | 1           | 0           | 32     | 0      |
| Totale carriera         | Totale carriera         | Totale carriera         | 88         | 17         |                 | 3               | 0               |                    | 1                  | 0                  |             | 1           | 0           | 93     | 17     |

## Palmarès

### Club

#### Competizioni internazionali
- CONCACAF Champions League: 1

Seattle Sounders: 2022

### Individuale
- MLS Next Pro Best XI: 1

2023